# Kunstakademiets Designskole
Kunstakademiets Designskole (officielt navn: Det Kongelige Danske Kunstakademis Skoler for Arkitektur, Design og Konservering – Designskolen) er en afdeling under Det Kongelige Danske Kunstakademis Skoler for Arkitektur, Design og Konservering og hører under Ministeriet for Forskning, Innovation og Videregående Uddannelser. Indtil 2011 hed skolen Danmarks Designskole og lå under Kulturministeriet.
Skolen har som mission at sikre dansk designs internationale position, fremme dansk erhvervslivs konkurrenceevne og være med til at sætte internationale standarder for designuddannelse og designforskning.
Uddannelserne består af en 3-årig grunduddannelse og en to-årig overbygningsuddannelse, og er inddelt på følgende programmer; Beklædningsdesign, Tekstildesign, Industriel Design og Keramisk Form, Visuel Kommunikation, Game og Production Design, Møbeldesign samt Rumdesign. Dertil kan Kunsthåndværk, som indebærer glas og keramik læses på Bornholm.
Programmerne er organiseret inden for 3 institutter: Institut for Produktdesign, Institut for Visuel Design og Institut for Bygningskunst og Design. Specielt herfor er, at instituttet for Bygningskunst og Design både indeholder programmer indenfor design og arkitektur, og visse programmer tillader designstuderende at tage en kandidat i arkitektur og vise versa.
Danmarks Designskole er en del af Det nationale Center for Designforskning.
Forskningen ved Det Kongelige Danske Kunstakademis Skoler for Arkitektur, Design og Konservering – Designskolen er flerstrenget og dækker såvel grundforskning som anvendt forskning og praksisbaseret designforskning. Hertil kommer kunstnerisk virksomhed, der opfattes som en central del af skolens profil.

## Historie

### Tidlig historie
Designskolen kan føre sin historie tilbage til 1875, hvor Dansk Kvindesamfund stiftede Tegne- og Kunstindustriskolen for Kvinder.
I 1930 blev Kunsthåndværkerskolen oprettet ved en sammenlægning af Kunstindustrimuseets Håndværkerskole og Det tekniske Selskabs Skolers afdeling for kunstindustrielle fag. I 1934 blev Skolen for Boligindretning grundlagt. Kunstindustriskolen og Kunsthåndværkerskolen blev endeligt fusioneret i 1973 som Skolen for Brugskunst og denne enhed blev fusioneret med Skolen for Boligindretning i 1990 som Danmarks Designskole.

### 1990-2011: Danmarks Designskole
Danmarks Designskole var oprindeligt en institution under Kulturministeriet.
En ny modulopbygget uddannelsesform blev indført i studieåret 2008/2009.

### 2011-: Kunstakademiets Designskole
2. juni 2011 blev Danmarks Designskole fusioneret med Kunstakademiets Arkitektskole og Kunstakademiets Konservatorskole som en afdeling under Det Kongelige Danske Kunstakademis Skoler for Arkitektur, Design og Konservering.
I 2014 blev en ny faglig struktur indført, i form af en række nye uddannelsesprogrammer på bachelor- og kandidatniveau. De tre nye institutter, Institut for Bygningskunst og Design, Institut for Produktdesign og Institut for Visuelt Design, består af 9 forskellige bachelorprogrammer og 12 forskellige kandidatprogrammer.

## Rektorer
- 1990-1999 Kjeld Ammundsen
- 1999-2007 Gøsta Knudsen
- 2007-2009 Peter Bysted
- 2009-2011 Anne-Louise Sommer (konstitueret)
- 2012-: Lene Dammand Lund